# 塔罗讷河畔肖蒙
塔罗讷河畔肖蒙（法語：Chaumont-sur-Tharonne，法語發音：[ʃomɔ̃ syʁ taʁɔn]）是法国卢瓦-谢尔省的一个市镇，位于该省东南部，属于罗莫朗坦-朗特奈区。

## 地理
塔罗讷河畔肖蒙（47°36'40"N, 1°54'21"E）面积78.33 平方千米，位于法国中央-卢瓦尔河谷大区卢瓦-谢尔省，该省份为法国中北部省份，北起厄尔-卢瓦省，东北接卢瓦雷省，东南接谢尔省，南至安德尔省，西南接安德尔-卢瓦尔省，西北接萨尔特省。
与塔罗讷河畔肖蒙接壤的市镇（或旧市镇、城区）包括：圣欧班堡、拉莫特伯夫龙、伯夫龙河畔讷安、努昂勒菲兹利耶、圣维亚特尔、武宗、伊瓦勒马龙、博阿尔奈堡。

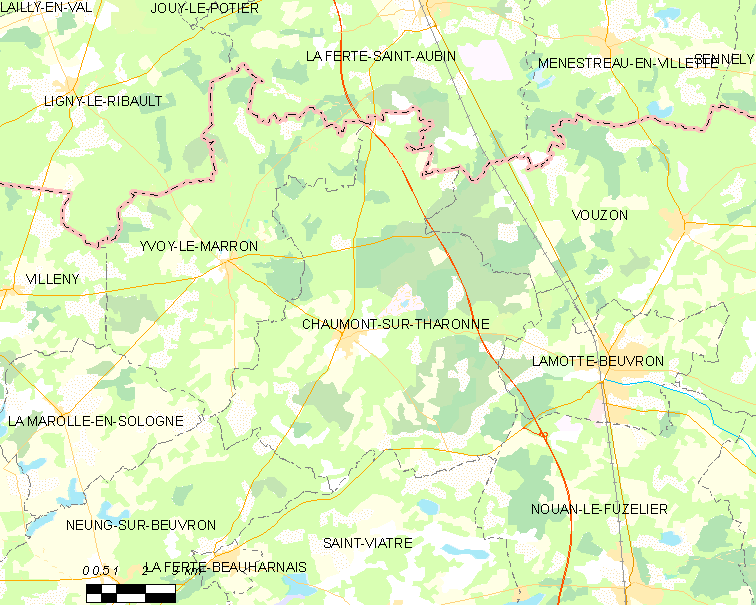
塔罗讷河畔肖蒙的OSM定位图

塔罗讷河畔肖蒙的时区为UTC+01:00、UTC+02:00（夏令时）。

## 行政
塔罗讷河畔肖蒙的邮政编码为41600，INSEE市镇编码为41046。

## 政治
塔罗讷河畔肖蒙所属的省级选区为拉索洛涅县。

## 人口

1962-2008年间塔罗讷河畔肖蒙人口变化图示

塔罗讷河畔肖蒙于2022年1月1日时的人口数量为1045人。